# Laphriinae
Laphriinae là một phân họ các loài ruồi ăn sâu thuộc họ Asilidae. Có hơn 110 chi và 1,000 loài được miêu tả. Ấu trùng của chi Hyperechia phát triển bên trong tế bào của ong bầu và ăn ấu trùng của chúng.

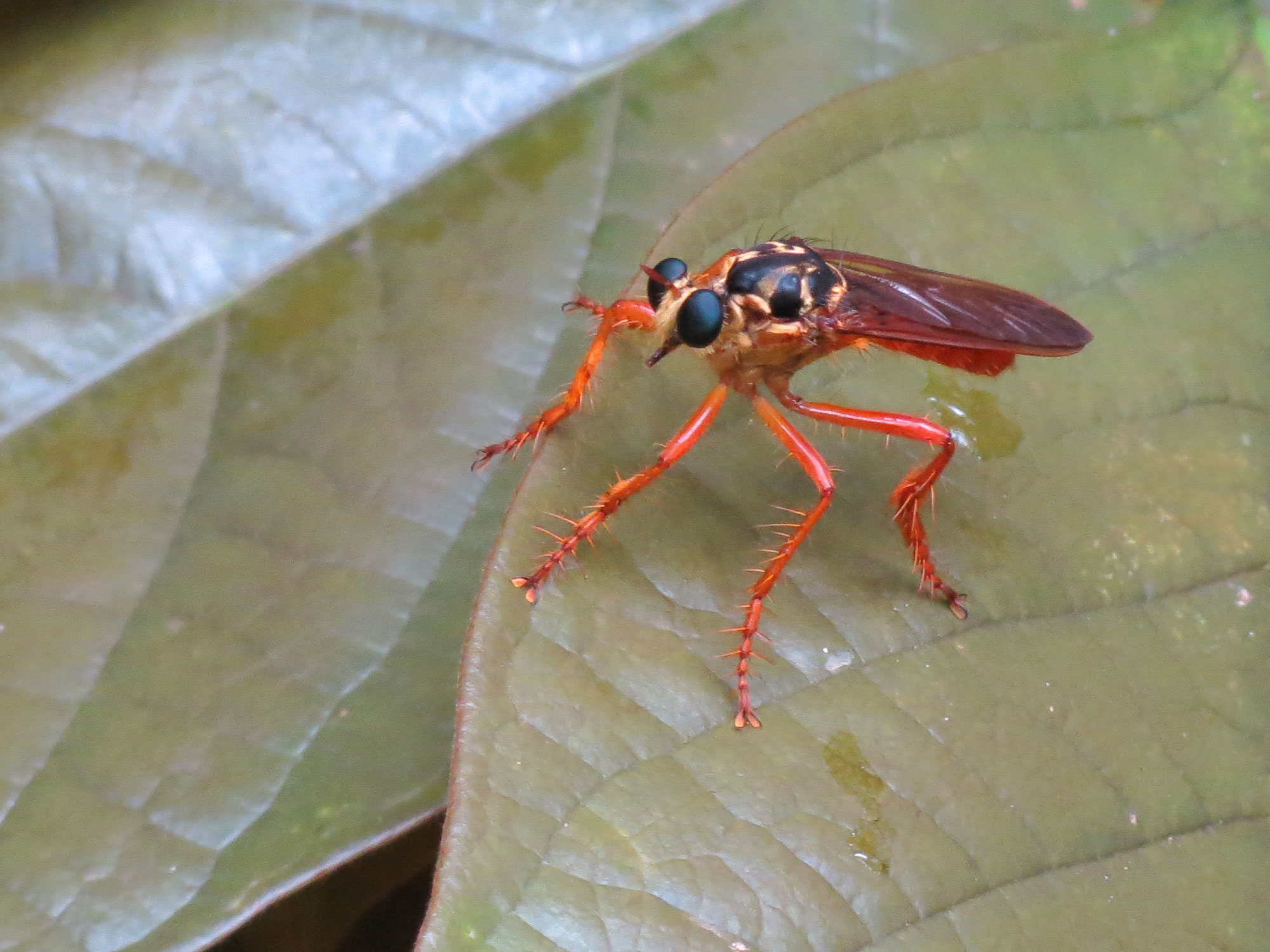
Smeryngolaphria numitor

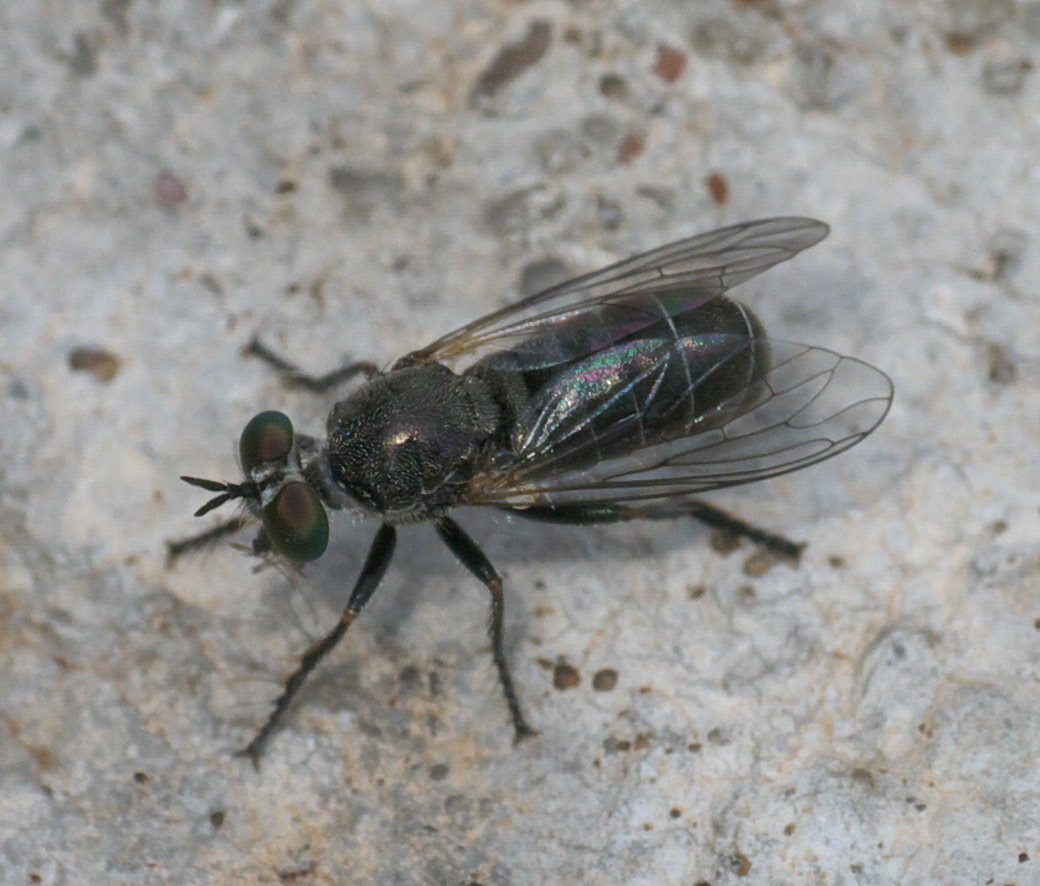
Atomosia melanopogon

## Các chi
Các chi trong phân họ này bao gồm:
- Acrochordomerus Hermann, 1920
- Adelodus Hermann, 1912
- Afromelittodes Oldroyd và Bruggen, 1963
- Afromosia Londt, 2015
- Amathomyia Hermann, 1912
- Andrenosoma Róndani, 1856
- Anoplothyrea Meijere, 1914
- Anypodetus Hermann, 1908
- Aphestia Schiner, 1866
- Aphistina Oldroyd, 1972
- Aphractia Artigas and Papavero and Serra, 1991
- Apoxyria Schiner, 1866
- Atomosia Macquart, 1838
- Atoniomyia Hermann, 1912
- Atractia Macquart, 1838
- Bathropsis Hermann, 1912
- Borapisma Hull, 1957
- Bromotheres Hull, 1962
- Cenochromyia Hermann, 1912
- Cerotainia Schiner, 1868
- Cerotainiops Curran, 1930
- Choerades Walker, 1851
- Chrysotriclis Artigas and Papavero and Costa, 1995
- Chymedax Hull, 1958
- Clariola KertÃ©sz, 1901
- Cochleariocera Artigas and Papavero and Costa, 1995
- Cormansis Walker, 1851
- Cryptomerinx Enderlein, 1914
- Ctenota Loew, 1873
- Cyanonedys Hermann, 1912
- Cymbipyga Artigas and Papavero and Costa, 1995
- Cyphomyiactia Artigas and Papavero and Serra, 1991
- Dasylechia Williston, 1907
- Dasyllina Bromley, 1935
- Dasyllis Loew, 1851
- Dasythrix Loew, 1851
- Despotiscus Bezzi, 1928
- Dichaetothyrea Meijere, 1914
- Dissmeryngodes Hermann, 1912
- Epaphroditus Hermann, 1912
- Ericomyia Londt, 2015
- Eumecosoma Schiner, 1866
- Gerrolasius Hermann, 1920
- Glyphotriclis Hermann, 1920
- Goneccalypsis Hermann, 1912
- Gymnotriclis Artigas and Papavero and Costa, 1995
- Helolaphyctis Hermann, 1920
- Hexameritia Speiser, 1920
- Hodites Hull, 1962
- Hoplistomerus Macquart, 1838
- Hoplotriclis Hermann, 1920
- Hybozelodes Hermann, 1912
- Hyperechia Schiner, 1866
- Ichneumolaphria Carrera, 1951
- Joartigasia Martinez and Martinez, 1974
- Katharma Oldroyd, 1959
- Katharmacercus Tomasovic, 2014
- Laloides Oldroyd, 1972
- Lampria Macquart, 1838
- Lamprozona Loew, 1851
- Lamyra Loew, 1851
- Laphria Meigen, lies)
- Laphygmolestes Hull, 1962
- Laphyctis Loew, 1858
- Laphystia Loew, 1847
- Laphystotes Oldroyd, 1974
- Laxenecera Macquart, 1838
- Loewinella Hermann, 1912
- Lycosimyia Hull, 1958
- Macahyba Carrera, 1947
- Mactea Richter and Mamaev, 1976
- Maira Schiner, 1866
- Martinomyia Özdikmen, 2006
- Nannolaphria Londt, 1977
- Neophoneus Williston, 1889
- Notiolaphria Londt, 1977
- Nusa Walker, 1851
- Nyximyia Hull, 1962
- Oidardis Hermann, 1912
- Opeatocerus Hermann, 1912
- Opocapsis Hull, 1962
- Orthogonis Hermann, 1914
- Pagidolaphria Hermann, 1914
- Perasis Hermann, 1906
- Phellopteron Hull, 1962
- Pilica Curran, 1931
- Pilophoneus Londt, 1988
- Pogonosoma Róndani, 1856
- Proagonistes Loew, 1858
- Protometer Artigas and Papavero and Costa, 1995
- Prytanomyia Özdikmen, 2006
- Pseudonusa Joseph and Parui, 1989
- Psilocurus Loew, 1874
- Rhatimomyia Lynch Arribálzaga, 1882
- Rhopalogaster Macquart, 1834
- Scytomedes Röder, 1882
- Smeryngolaphria Hermann, 1912
- Stiphrolamyra Engel, 1928
- Storthyngomerus Hermann, 1919
- Strombocodia Hermann, 1912
- Systropalpus Hull, 1962
- Torebroma Hull, 1957
- Tricella Daniels, 1975
- Trichardis Hermann, 1906
- Trichardopsis Oldroyd, 1958
- Triclioscelis Roeder, 1900
- Triclis Loew, 1851
- Udenopogon Becker và Stein, 1913
- Zabrops Hull, 1957
- †Protoloewinella Schumann, 1984